# Dobryniów (Ukraina)
Dobryniów (ukr.  Добринів, Dobryniw), Dubryniów – wieś na Ukrainie, w obwodzie iwanofrankiwskim, w rejonie rohatyńskim. W 2025 roku liczyła 491 mieszkańców.
1 października 1931 roku część gruntów gminy Dobryniów wcielono do sąsiadującej gminy Puków.